# MatchBoox
MatchBoox is een Nederlandse uitgeverij die zich richt op de publicatie van teksten en illustraties in leporellovorm in een luciferdoosje. De uitgeverij is gevestigd in Bergschenhoek bij Rotterdam en is in 2009 opgericht door Emmanuel van Leeuwe (1971).
MatchBoox werkt sinds 2022 samen met een vast redactieteam onder leiding van Bob Polak en vaste vormgevers onder leiding van Huug Schipper. MatchBooxen zijn zowel los verkrijgbaar als in een set van vier boekjes in een cassette.

## Auteurs
Talrijke auteurs publiceerden sinds de oprichting één of meer boekjes bij MatchBoox. Soms ging het om een nieuwe tekst, soms om een bestaande tekst. Soms om een strip, soms om een cartoon. Leo Vroman stelde een boekje samen dat bestond uit een gedicht van twintig woorden, dat wil zeggen: op elk van de twintig pagina's van zijn MatchBoox publiceerde hij één woord.

## Titels
- 001 Ronald Giphart, (Nanne Meulendijks, illustraties); De blinde reiziger
- 002 Sylvia Witteman, (Nanne Meulendijks, illustraties); Minestrone
- 003 Herman Pieter de Boer, (Nanne Meulendijks, illustraties); De Bruid
- 004 Abdelkader Benali, (Nanne Meulendijks, illustraties); Ramen en deuren
- 005 Bert Wagendorp, (Sjaak Bos, illustraties); Digue Ventoux
- 006 Christophe Vekeman, (Ward Monné, illustraties); Alles voor niets
- 007 Wilfried de Jong, (Nanne Meulendijks, illustraties); Droge keel
- 008 Arthur Japin, (Nanne Meulendijks, illustraties); Het lied van de moeder
- 009 Anna Enquist, (Guy Swart, illustraties); ALT
- 010 Joke van Leeuwen, (Joke van Leeuwen, illustraties); Interieur

- 011 Ramsey Nasr, (Solko Schalm, illustraties); Ik wou dat ik twee burgers was
- 012 Aaf Brandt Corstius, (Machteld van Gelder, illustraties); Banaantje
- 013 Sophie van der Stap, (Selwyn Senatori, illustraties); Orlando
- 014 K. Schippers, (Marten Jongema, illustraties); Op een dag
- 015 Leo Vroman, (Leo Vroman, illustraties); Zodra
- 016 Philip Freriks, (Martine Brand, illustraties); Kat van Kaboel
- 017 Péter Zilahy, (Marion Bloem, illustraties); The News
- 018 Herman Brusselmans, (Marion Bloem, illustraties); Vragen van liefde
- 019 Jan Mulder (voetballer, 1945), (Marion Bloem, illustraties); Ware liefde
- 020 Peter de Wit, (Peter de Wit, illustraties); breekbaar als porselein

- 021 Arnon Grunberg, (Nanne Meulendijks, illustraties); De pool boy
- 022 Meerdere auteurs, (meerdere illustratoren, illustraties); Volkskrant Serie 1
- 023 Tjibbe Veldkamp, (Martine Brand, illustraties); De fabriek
- 024 Ted van Lieshout, (Frank Bierkenz, illustraties); Het woordje liefde
- 025 Hanna Bervoets, (Dubravka, illustraties); Jurk
- 026 Marion van de Coolwijk, (Martine Brand, illustraties); Beeld en Taal
- 027 Sjoerd Kuyper, (Martine Brand, illustraties); De heks in je hoofd
- 028 Meerdere auteurs, (meerdere illustratoren, illustraties); Kinderboeken Serie 1
- 029 Daphne Deckers, (Ingrid Bockting, illustraties); Fantasieën
- 030 Yvonne Kroonenberg, (Wendy Nieuwendijk, illustraties); Ballade voor de Zeedijk

- 031 Kristien Hemmerechts, (Maximo Felix, illustraties); Vermiljoen
- 032 Meerdere auteurs, (meerdere illustratoren, illustraties); Volkskrant Serie 2
- 033 Cees Nooteboom, (Jan van Riet, illustraties); Honderd Miljoen Zielen
- 034 Henny Vrienten, (Frank Bierkenz, illustraties); Aardige jongens
- 035 Marion Bloem, (Marion Bloem, illustraties); Een lege tas
- 036 Stine Jensen, (Margreet de Heer, illustraties); Echte vrienden
- 037 André Kuipers, (Luc van den Abeelen, illustraties); Viridis
- 038 Remco Campert, (Louis Gauthier, illustraties); Poes is dood
- 039 Charlotte Mutsaers, (Louis Gauthier, illustraties); Sodom revisited
- 040 Jules Deelder, (Louis Gauthier, illustraties); Rotown Magic

- 041 Gerrit Komrij, (Louis Gauthier, illustraties); alles blijft
- 042 Meerdere auteurs, (Louis Gauthier, illustraties); Louis Gauthier Serie
- 043 Nop Maas, (Eric J. Coolen, illustraties); Reve en de dood
- 044 Boudewijn de Groot, (Eric J. Coolen, illustraties); Lage landen
- 045 Elle van Rijn, (Sam Drukker, illustraties); 5
- 046 Tanja Heimans, (Sam Drukker, illustraties); 17
- 047 Marion Pauw, (Sam Drukker, illustraties); 45
- 048 Susan Smit, (Sam Drukker, illustraties); 86
- 049 Meerdere auteurs, (Sam Drukker, illustraties); Sam Drukker Serie
- 050 Remco Campert, (Deborah Campert, illustraties); De bloem

- 051 Adriaan van Dis, (Deborah Campert, illustraties); Het laatste boeket
- 052 Jan Cremer, (Deborah Campert, illustraties); Kornblumenblau
- 053 Joost Zwagerman, (Deborah Campert, illustraties); Die overvloed
- 054 Meerdere auteurs, (Deborah Campert, illustraties); Deborah Campert Serie
- 055 Annemarie Oster, (Nanne Meulendijks, illustraties); Actrice
- 056 Nelleke Noordervliet, (Elisa Pesapane, illustraties); Schrijver in Frankrijk
- 057 Arnon Grunberg, (Elisa Pesapane, illustraties); Tara
- 058 Kader Abdolah, (Elisa Pesapane, illustraties); En toen waren wij aan de beurt
- 059 Louis Couperus, (Elisa Pesapane, illustraties); De Vuurvliegjes
- 060 Meerdere auteurs, (Elisa Pesapane, illustraties); Elisa Pesapane Serie 1

- 061 Nop Maas, (Eric J. Coolen, illustraties); Harry Mulisch de revolutionair
- 062 Nop Maas, (Eric J. Coolen, illustraties); W.F. Hermans en het zelfmedelijden
- 063 Nop Maas, (Eric J. Coolen, illustraties); Wiener en het Koningswater
- 064 Nop Maas, (Eric J. Coolen, illustraties); Vier grote schrijvers Serie
- 065 Michelle van Woensel, (Michelle van Woensel, illustraties); Studentenvoer, FoodBox Serie
- 066 Hanneke Groenteman, (Anja Jager, illustraties); Wolkenjacht
- 067 Meerdere auteurs, (meerdere illustratoren, illustraties); Kinderboeken Serie 2
- 068 Marieke Lucas Rijneveld, (Tammo Schuringa, illustraties); De verdriethond
- 069 Bob Polak, (Elisa Pesapane, illustraties; Kunst in Bergen (N.-H.) Serie
- 070 Pieter Steinz, (Elisa Pesapane, illustraties); Van muggen en mammoeten

- 071 Vic van de Reijt, (Elisa Pesapane, illustraties); De toekomst van Elsschot
- 072 Hans Dorrestijn, (Elisa Pesapane, illustraties); De toekomst
- 073 Hafid Bouazza, (Elisa Pesapane, illustraties); Maqame XLI
- 074 Meerdere auteurs, (Elisa Pesapane, illustraties); Elisa Pesapane Serie 2
- 075 Stef Bos, (Eric J. Coolen, illustraties); Hoe valt een schrijver uit de trein?
- 076 Drs. P, (Lies Kindt, illustraties); Het trapportaal
- 077 Drs. P, (Lies Kindt, illustraties); Dodenrit
- 078 Drs. P, (Lies Kindt, illustraties); Oost-Groningen
- 079 Drs. P, (Lies Kindt, illustraties); Veerpont (heen en weer)
- 080 Drs. P, (Lies Kindt, illustraties); Drs. P Serie

- 081 C. Buddingh', (Henny van Daalen, illustraties); Limerick-Alfabet van Corobalt Blomhort
- 082 C. Buddingh', (Henny van Daalen, illustraties); Kachel I-XIII
- 083 C. Buddingh', (Henny van Daalen, illustraties); De opvliegende man
- 084 C. Buddingh', (Henny van Daalen, illustraties); Het jongetje met het hart van ijs
- 085 C. Buddingh', (Henny van Daalen, illustraties); C. Buddingh' Serie
- 086 Mensje van Keulen en Bob Polak, (Dirk Wiarda, illustraties); Propria Cures
- 087 Fokke en Sukke, (Jean-Marc van Tol, illustraties); Propria Cures
- 088 Henk Spaan, (meerdere illustratoren, illustraties); Propria Cures
- 089 Lévi Weemoedt, (Willem van Manen, illustraties); Propria Cures
- 090 Meerdere auteurs, (meerdere illustratoren), Propria Cures Serie

- 091 Annie M.G. Schmidt, (Peter van Hugten, illustraties), De kat van ome Willem
- 092 Annie M.G. Schmidt, (Peter van Hugten, illustraties),  Tussen Schore en Goes
- 093 Annie M.G. Schmidt, (Peter van Hugten, illustraties),  Eenentwintig poezen
- 094 Annie M.G. Schmidt, (Peter van Hugten, illustraties),  Ribbeltjeskat
- 095 Annie M.G. Schmidt, (Peter van Hugten, illustraties), Annie M.G. Schmidt Serie
- 096 J.M.A. Biesheuvel, (Herwolt van Doornen, illustraties), Brommer op zee
- 097 J.M.A. Biesheuvel, (Herwolt van Doornen, illustraties),  J.M.A. Biesheuvel Serie
- 098 Tommy Wieringa, (Nanne Meulendijks, illustraties), Zwaan schuif aan
- 099 Johan Cruijff, (Dik Bruynesteyn, illustraties), Elk nadeel heb z'n voordeel.
- 100 Johan Cruijff, (Dik Bruynesteyn, illustraties), Als wij de bal hebben, kunnen zij niet scoren.

- 101 Johan Cruijff, (Dik Bruynesteyn, illustraties), Ik hou van werken zolang het werken is waarvan ik hou.
- 102 Johan Cruijff, (Dik Bruynesteyn, illustraties), Voordat ik een fout maak, maak ik die fout niet.
- 103 Johan Cruijff, (Dik Bruynesteyn, illustraties),  Johan Cruijff Serie
- 104 Remco Campert, (Herwolt van Doornen, illustraties), Iemand stelt de vraag
- 105 Jan Campert, (Herwolt van Doornen, illustraties), Het lied der achttien doden
- 106 Marga Minco, (Herwolt van Doornen, illustraties), De Lepelstraat
- 107 Leo Vroman, (Herwolt van Doornen, illustraties), Vrede
- 108 Meerdere auteurs, (Herwolt van Doornen, illustraties), Oorlogsserie
- 109 Bies van Ede, (Eric J. Coolen, illustraties), Tarzan Bocht
- 110 Eric J. Coolen, (Eric J. Coolen, illustraties), Facing Paul 80

- 111 Contactadvertenties, (contactadvertenties als illustraties), Liefde van Toen Serie
- 112 Bob Polak, (Regien Strategier, illustraties), Fantastische Vogels Serie
- 113 Multatuli, Alle honderd en enige grafschriften van Multatuli bij de dood van Thorbecke
- 114 Ramses Shaffy, (Edith Brouwer, illustraties), Sammy
- 115 Ramses Shaffy, (Edith Brouwer, illustraties), Het is stil in Amsterdam
- 116 Ramses Shaffy, (Edith Brouwer, illustraties), We zullen doorgaan
- 117 Ramses Shaffy, (Edith Brouwer, illustraties), Zing, vecht, huil, bid lach, werk en...
- 118 Ramses Shaffy, (Edith Brouwer, illustraties), Ramses Shaffy Serie
- 119 Bob Polak, (Eric J. Coolen, illustraties), Facing John
- 120 Bob Polak, (Eric J. Coolen, illustraties), Facing Paul

- 121 Bob Polak, (Eric J. Coolen, illustraties), Facing George
- 122 Bob Polak, (Eric J. Coolen, illustraties), Facing Ringo
- 123 Bob Polak, (Eric J. Coolen, illustraties), The Fab Four Serie
- 124 Louis van Gaal, (Dik Bruynesteyn, illustraties), Verzameld werk
- 125 Louis van Gaal, (Dik Bruynesteyn, illustraties), Ben ik nu degene die zo slim is...?
- 126 Louis van Gaal, (Dik Bruynesteyn, illustraties), De weg naar succes is altijd onder constructie
- 127 Louis van Gaal, (Dik Bruynesteyn, illustraties), That's another cook
- 128 Louis van Gaal, (Dik Bruynesteyn, illustraties), Der Tod oder die Gladiolen
- 129 Louis van Gaal, (Dik Bruynesteyn, illustraties), Louis van Gaal Serie
- 130 Bob Polak, (Nicolas Chorier, illustraties), Lichamelijke Oefening Serie

- 131 Mensje van Keulen, (Iris Le Rütte, illustraties), Exclusieve Ezels Serie
- 132 Bob Polak, (Erik Varekamp, illustraties), Oranje Quiz
- 133 Meerdere auteurs, (Olivia Ettema, illustraties), Bekende schrijvers over katten I
- 134 Meerdere auteurs, (Olivia Ettema, illustraties), Bekende schrijvers over katten II
- 135 J.C. Bloem, (Chris de Ruig, Siegfried Woldhek, Toon Kelder, Dirk Wiarda, Elisa Pesapane, illustraties), Is dit genoeg / een stuk of wat gedichten // Voor de rechtvaardiging / van een bestaan
- 136 J.C. Bloem, (Chris de Ruig, Siegfried Woldhek, illustraties), Is dit genoeg:
- 137 Trijntje Fop, (Olivia Ettema, illustraties), Trijntje Fop Serie
- 138 Trijntje Fop, (Olivia Ettema, illustraties), Op een aal
- 139 Trijntje Fop, (Olivia Ettema, illustraties), Op een grasmus
- 140 Trijntje Fop, (Olivia Ettema, illustraties), Op een made

- 141 Trijntje Fop, (Olivia Ettema, illustraties), Op twee slakken
- 142 Bob Polak, (Don Englander, illustraties), Beroemde Clowns Serie
- 143 Bob Polak, (Eric J Coolen, illustraties), Facing Amy Winehouse
- 144 Bob Polak, (Eric J Coolen, illustraties), Facing Jimi Hendrix
- 145 Bob Polak, (Eric J Coolen, illustraties), Facing Janis Joplin
- 146 Bob Polak, (Eric J Coolen, illustraties), Facing Jim Morrison
- 147 Bob Polak, (Eric J Coolen, illustraties), De Club van 27 Serie
- 148 Willem Wilmink, (Foto's), Ben Ali Libi
- 149 Willem Wilmink, (Foto's), Willem Wilmink Serie
- 150 In voorbereiding

- 151 Heere Heeresma, (Katelijne Davids, aquarellen), Heere Heeresma Serie
- 152 M. Vasalis, (Maartje Blans, schilderijen), Sotto Voce
- 153 M. Vasalis, (Maartje Blans, schilderijen), M. Vasalis Serie
- 154 Bob Polak, (Eric J. Coolen, illustraties), Facing Mick Jagger
- 155 Bob Polak, (Eric J. Coolen, illustraties), Facing Keith Richard
- 156 Bob Polak, (Eric J. Coolen, illustraties), Facing Ron Wood
- 157 Bob Polak, (Eric J. Coolen, illustraties), Facing Charlie Watts
- 158 Bob Polak, (Eric J. Coolen, illustraties), Facing Mick, Keith, Ron & Charlie Serie
- 159 Christopher Smart, (Katelijne Davids, tekeningen), Smarts Katten Serie